# Sitti Navarro

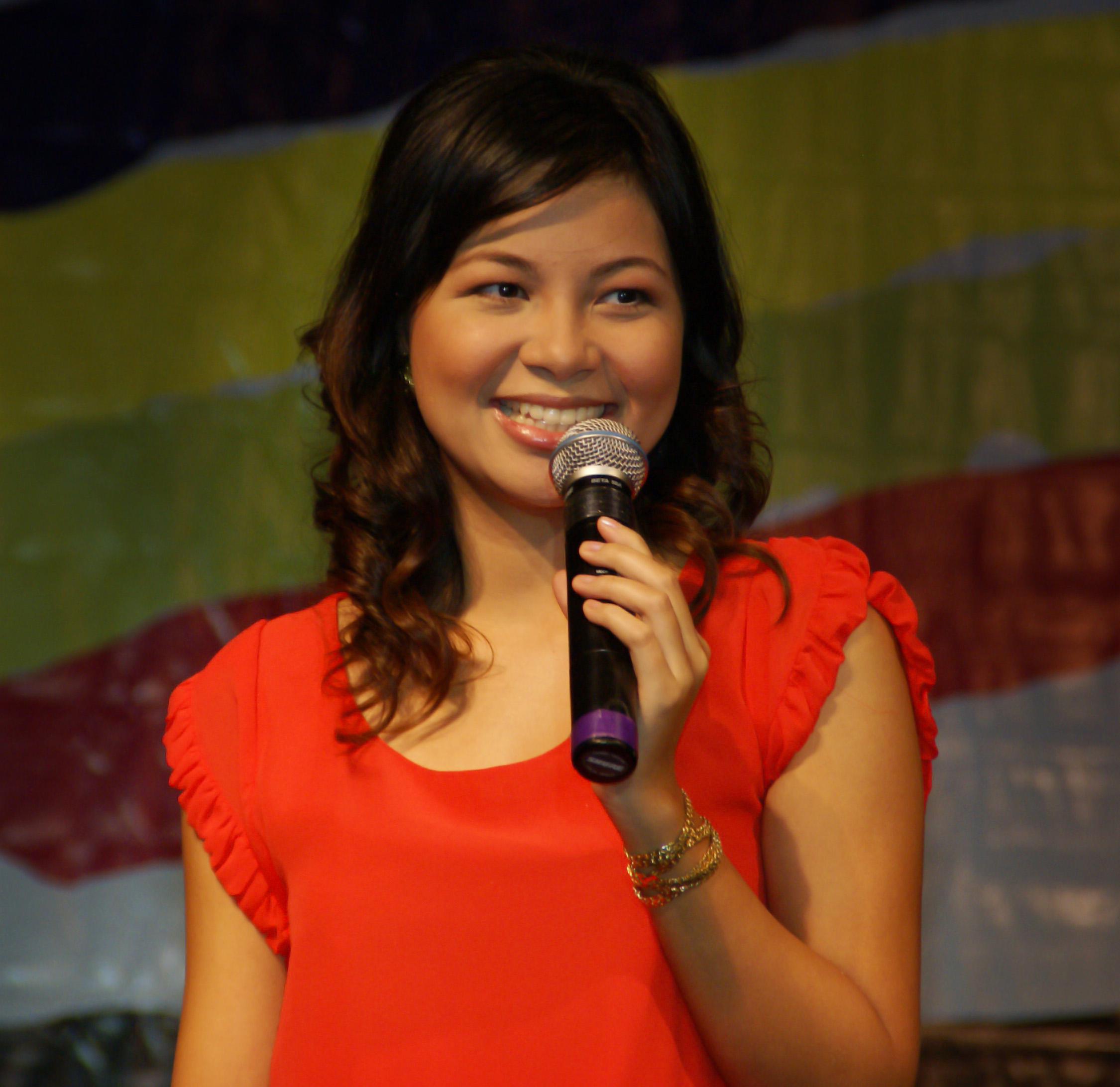

Sitti Navarro o simplemente Sitti (29 de noviembre de 1984, Las Piñas), es una cantante de música pop filipina, conocida actualmente como la voz nueva de jazz. Empezó a los 16 años a dedicarse a la música, aunque también ha trabajado en cadenas televisivas como  en 2004 en la MTV Philippines started y MTV Supahstar.

## Discografía
- 2006: Café Bossa Certified Double Platinum (60,000+ copias)
- 2006: Sitti Live!  Certified Gold (15,000 + copias)
- 2007: Sitti in the Mix - The Dense Modesto Remixes (Colaboración con Dense Modesto; editado por Warner Music Group y Club Myx)
- 2007: My Bossa Nova  Certified Platinum (30,000 + copias)
  - Re-released in 2008 with a bonus VCD of Sitti Live! 2, entitled My Bossa Nova Live!
- 2008: Ngayong Pasko Certified Gold (15,000 + copias)